# União das Freguesias de Lobão, Gião, Louredo e Guisande

Ehemalige Freguesias, aus denen União das Freguesias de Lobão, Gião, Louredo e Guisande hervorging

Lage im municipío

União das Freguesias de Lobão, Gião, Louredo e Guisande (auch: Lobão, Gião, Louredo e Guisande) ist eine portugiesische Gemeinde (freguesia) im Kreis (municipío) Santa Maria da Feira mit einer Fläche von 23,58 km² und 9647 Einwohnern (Volkszählung 2021). Sie entstand 2013 durch den Zusammenschluss der ehemaligen Gemeinden Lobão, Gião und Guisande, die heute Ortsteile der neuen Gemeinde sind.
Die Gemeinde grenzt an die Gemeinden União das Freguesias de Canedo, Vale e Vila Maior, Romariz, Caldas de São Jorge e Pigeiros, Fiães und Sanguedo.